# اشکودا

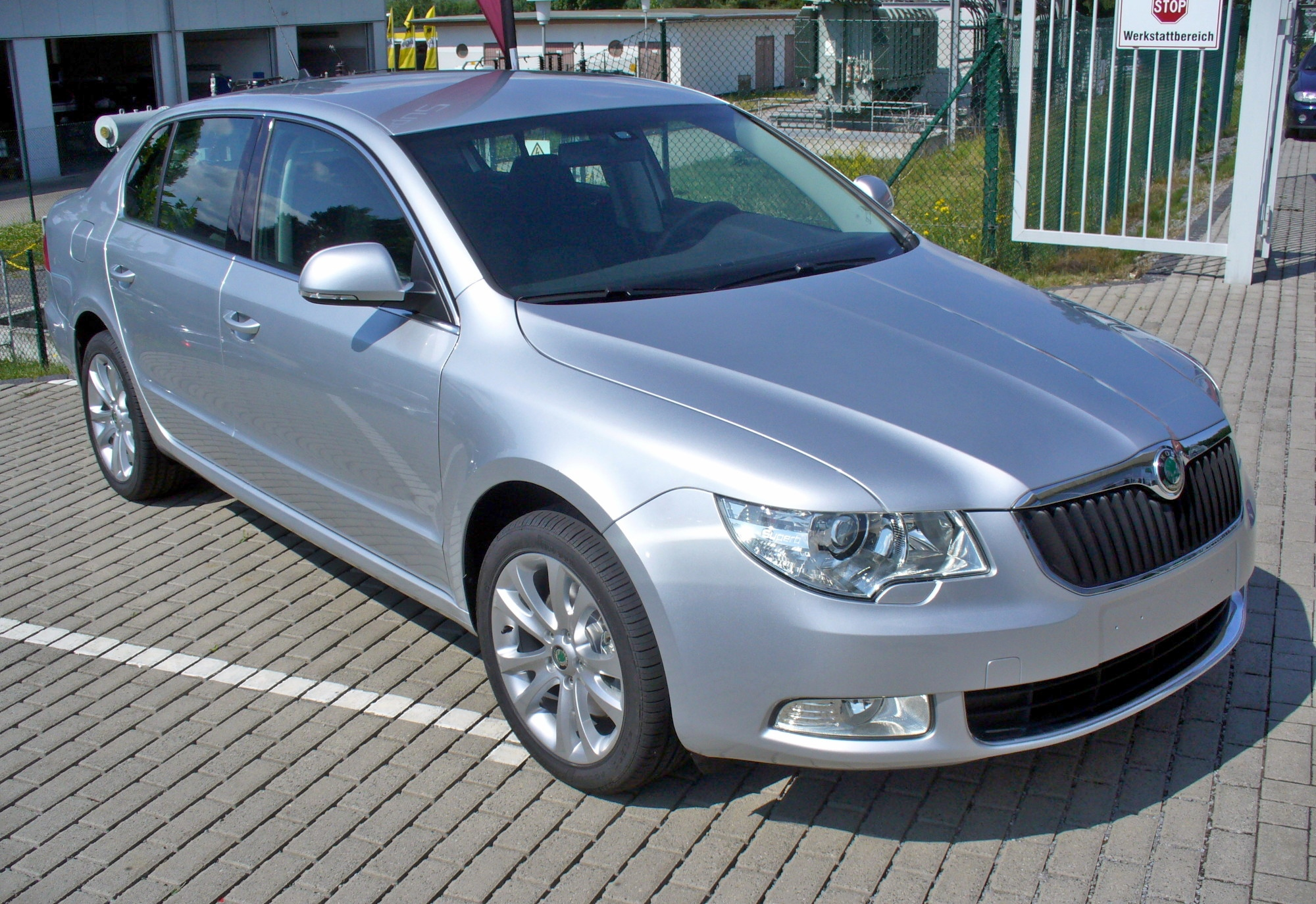
اشکودا سوپرب

اِشکودا اوتو (به چکی: ŠKODA AUTO) شرکت خودروسازی چکی است، که در سال ۱۸۹۵ توسط واکلاو لورین و واکلاو کلمنت تأسیس شد. اشکودا در سال ۱۹۹۱ یکی از زیرشاخه‌های اروپایی گروه فولکس‌واگن شد و هم‌اکنون از برندهای متعلق به این ابرشرکت آلمانی به‌شمار می‌آید. در سال ۲۰۱۲ مجموع تولید و فروش بین‌المللی شرکت اشکودا به ۹۳۹،۲۰۰ خودرو رسید.

## تاریخچه
شرکت اشکودا امروزی از دو شرکت مجزا تشکیل شده‌است. اشکودا ورکس؛ که در سال ۱۸۵۹ به‌عنوان کارخانه تولید جنگ‌افزار و ماشین‌آلات صنعتی فعالیت خود را آغاز نمود. بخش دیگر اشکودا، خودروسازی اشکودا است، که در اواخر دهه ۱۸۹۰ آغاز به‌کار نمود و در آغاز لورین اند کلمنت نام داشت. ۵ شرکت خودروسازی: اشکودا، اوپل، پژو، بنز و تاترا، قدیمی‌ترین شرکت‌های فعال در صنعت خودروسازی جهان به‌شمار می‌آیند، که هیچگاه خط تولید آن‌ها متوقف نشد.

### لورین اند کلمنت
در سال ۱۸۹۴ واکلاو کله‌منت ۲۶ ساله، یک کتابفروش در ملادا بلسلاو، در جمهوری چک امروزی، که در آن زمانی بخشی از اتریش-مجارستان بود، نمی‌توانست قطعات مورد نیاز برای تعمیر دوچرخه آلمانی‌اش را پیدا کند. او دوچرخه‌اش را برای تعمیر فرستاد و به همراه آن نامه‌ای به تولیدکنندگان، زاودل و ناومان، به زبان چکی نوشت و درخواست تعمیر دوچرخه را کرد.
او پاسخ نامه را به آلمانی دریافت کرد: "اگر خواهان پاسخ به درخواست پیگیری خود هستید، باید سعی کنید، به زبانی بنویسید که ما بتوانیم بفهمیم. واکلاو کلمنت جوان با آن که تجربه فنی نداشت، تصمیم به ایجاد تعمیرگاه دوچرخه کرد و با کمک واکلاو لاورین در ۱۸۹۵ در ملادا بولسلاو تعمیرگاه راه افتاد.
این دو نفر در ۱۸۹۸ یک موتورسیکلت کوچک ورنر خریدند، که خطرناک و غیرقابل اعتماد بود. آن‌ها برای بهبود موتور به روبرت بوش، متخصص احتراق آلمانی، نامه نوشته، تا آن‌ها را در ساختن یک سامانه الکترومغناطیس متفاوت راهنمایی کند.
در سال ۱۹۰۰ شرکت لورین اند کلمنت راه‌اندازی شد و شرکت تازه تأسیس آن‌ها که تنها ۳۲ نفر نیروی کار داشت، صادرات اسلاویا را آغاز نمود و ۱۵۰ ماشین به لندن حمل شد. مدتی بعد، نشریات آن‌ها را نخستین سازندگان موتورسیکلت معرفی کردند.
نخستین مدل، وواتورت آ، سبب موفقیت در اتریش-مجارستان و سپس در کشورهای دیگر نیز گردید. هنگام جنگ جهانی اول، اشکودا در تولید جنگ‌افزار فعال بود.

### اشکودا
پس از جنگ جهانی، لورین اند کلمنت آغاز به ساختن کامیون کرد، ولی در ۱۹۲۴ پس از آتش‌سوزی و برخورد به مشکلات با شرکت اشکودا ورکس، بزرگترین شرکت صنعتی در چکسلواکی، ادغام گردید.
تولیدات بعدی تحت نام اشکودا عرضه شد. پس از کاهش فروش در رکود اقتصادی، اشکودا با مدل‌هایی چون اشکودا پپولار، در اواخر دهه ۱۹۳۰ دوباره موفق بود.
پس از اشغال چکسلواکی در جنگ جهانی دوم، اشکودا ورکس، به بخشی از Hermann Göring Werke تبدیل شد و به خدمت آلمان نازی درآمد.

### پس از جنگ
پس از جنگ بازسازی کارخانه نخستین خودرو سری ۱۱۰۱ آغاز شد.

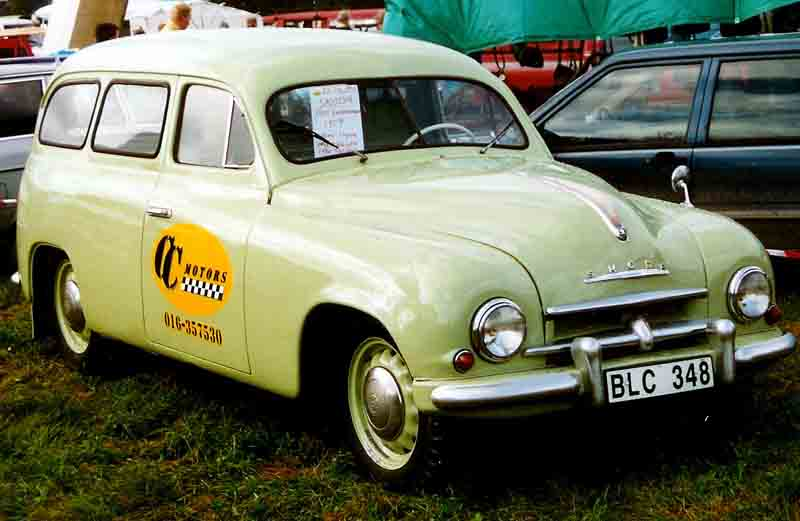
Škoda 1201 1959

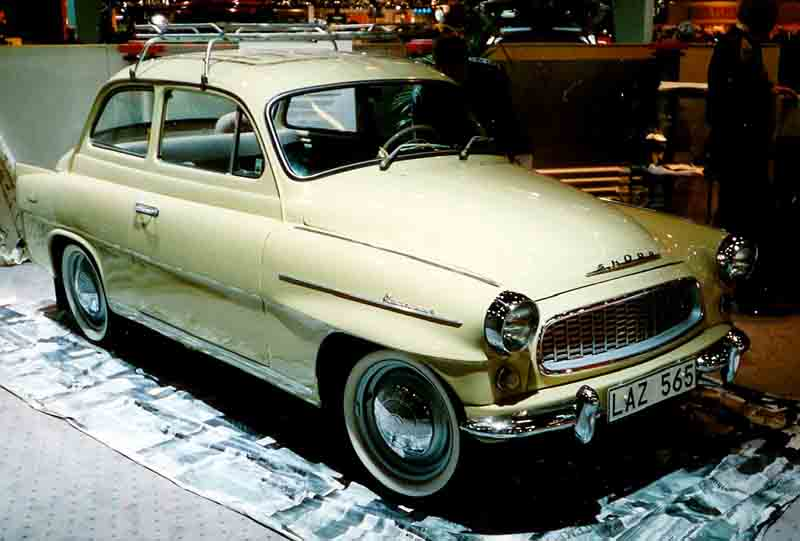
Škoda Octavia 1961

## تاریخچه فروش
| مدل                          | ۱۹۹۱    | ۱۹۹۵    | ۱۹۹۶    | ۱۹۹۷    | ۱۹۹۸    | ۱۹۹۹    | ۲۰۰۰    | ۲۰۰۱    | ۲۰۰۲    | ۲۰۰۳    | ۲۰۰۴    | ۲۰۰۵    | ۲۰۰۶    | ۲۰۰۷    | ۲۰۰۸    | ۲۰۰۹    | ۲۰۱۰    | ۲۰۱۱    | ۲۰۱۲    |
| ---------------------------- | ------- | ------- | ------- | ------- | ------- | ------- | ------- | ------- | ------- | ------- | ------- | ------- | ------- | ------- | ------- | ------- | ------- | ------- | ------- |
| اشکودا فوریت / اشکودا فلیسیا | ۱۷۲٬۰۰۰ | ۲۱۰٬۰۰۰ |         | ۲۸۸٬۴۵۸ | ۲۶۱٬۱۲۷ | ۲۴۱٬۲۵۶ | ۱۴۸٬۰۲۸ | ۴۴٬۹۶۳  | −       | −       | −       | −       | −       | −       | −       | −       | −       | −       | −       |
| اشکودا اکتاویا               | −       | −       |         | ۴۷٬۸۷۶  | ۱۰۲٬۳۷۳ | ۱۴۳٬۲۵۱ | ۱۵۸٬۵۰۳ | ۱۶۴٬۱۳۴ | ۱۶۴٬۰۱۷ | ۱۶۵٬۶۳۵ | ۱۸۱٬۶۸۳ | ۲۳۳٬۳۲۲ | ۲۷۰٬۲۷۴ | ۳۰۹٬۹۵۱ | ۳۴۴٬۸۵۷ | ۳۱۷٬۳۳۵ | ۳۴۹٬۷۴۶ | ۳۸۷٬۲۰۰ | ۴۰۹٬۳۶۰ |
| اشکودا فابیا                 | −       | −       | −       | −       | −       | ۸۲۳     | ۱۲۸٬۸۷۲ | ۲۵۰٬۹۷۸ | ۲۶۴٬۶۴۱ | ۲۶۰٬۹۸۸ | ۲۴۷٬۶۰۰ | ۲۳۶٬۶۹۸ | ۲۴۳٬۹۸۲ | ۲۳۲٬۸۹۰ | ۲۴۶٬۵۶۱ | ۲۶۴٬۱۷۳ | ۲۲۹٬۰۴۵ | ۲۶۶٬۸۰۰ | ۲۵۵٬۰۲۵ |
| اشکودا سوپرب                 | −       | −       | −       | −       | −       | −       | −       | ۱۷۷     | ۱۶٬۸۶۷  | ۲۳٬۱۳۵  | ۲۲٬۳۹۲  | ۲۲٬۰۹۱  | ۲۰٬۹۸۹  | ۲۰٬۵۳۰  | ۲۵٬۶۴۵  | ۴۴٬۵۴۸  | ۹۸٬۸۷۳  | ۱۱۶٬۷۰۰ | ۱۰۶٬۸۴۷ |
| اشکودا رومستر                | −       | −       | −       | −       | −       | −       | −       | −       | −       | −       | −       | −       | ۱۴٬۴۲۲  | ۶۶٬۶۶۱  | ۵۷٬۴۶۷  | ۴۷٬۱۵۲  | ۳۲٬۳۳۲  | ۳۶٬۰۰۰  | ۳۹٬۲۴۹  |
| اشکودا یتلی                  | −       | −       | −       | −       | −       | −       | −       | −       | −       | −       | −       | −       | −       | −       | −       | ۱۱٬۰۱۸  | ۵۲٬۶۰۴  | ۷۰٬۳۰۰  | ۹۰٬۹۵۲  |
| اشکودا رپید                  | −       | −       | −       | −       | −       | −       | −       | −       | −       | −       | −       | −       | −       | −       | −       | −       | −       | ۱٬۷۰۰   | ۹٬۲۹۲   |
| اشکودا سیتیگو                | −       | −       | −       | −       | −       | −       | −       | −       | −       | −       | −       | −       | −       | −       | −       | −       | −       | ۵۰۹     | ۳۶٬۶۸۷  |
| مجموع در سال                 | ۱۷۲٬۰۰۰ | ۲۱۰٬۰۰۰ | ۲۶۱٬۰۰۰ | ۳۳۶٬۳۳۴ | ۳۶۳٬۵۰۰ | ۳۸۵٬۳۳۰ | ۴۳۵٬۴۰۳ | ۴۶۰٬۲۵۲ | ۴۴۵٬۵۲۵ | ۴۴۹٬۷۵۸ | ۴۵۱٬۶۷۵ | ۴۹۲٬۱۱۱ | ۵۴۹٬۶۶۷ | ۶۳۰٬۰۳۲ | ۶۷۴٬۵۳۰ | ۶۸۴٬۲۲۶ | ۷۶۲٬۶۰۰ | ۸۷۹٬۲۰۰ | ۹۴۹٬۴۱۲ |

## مدل‌های کنونی

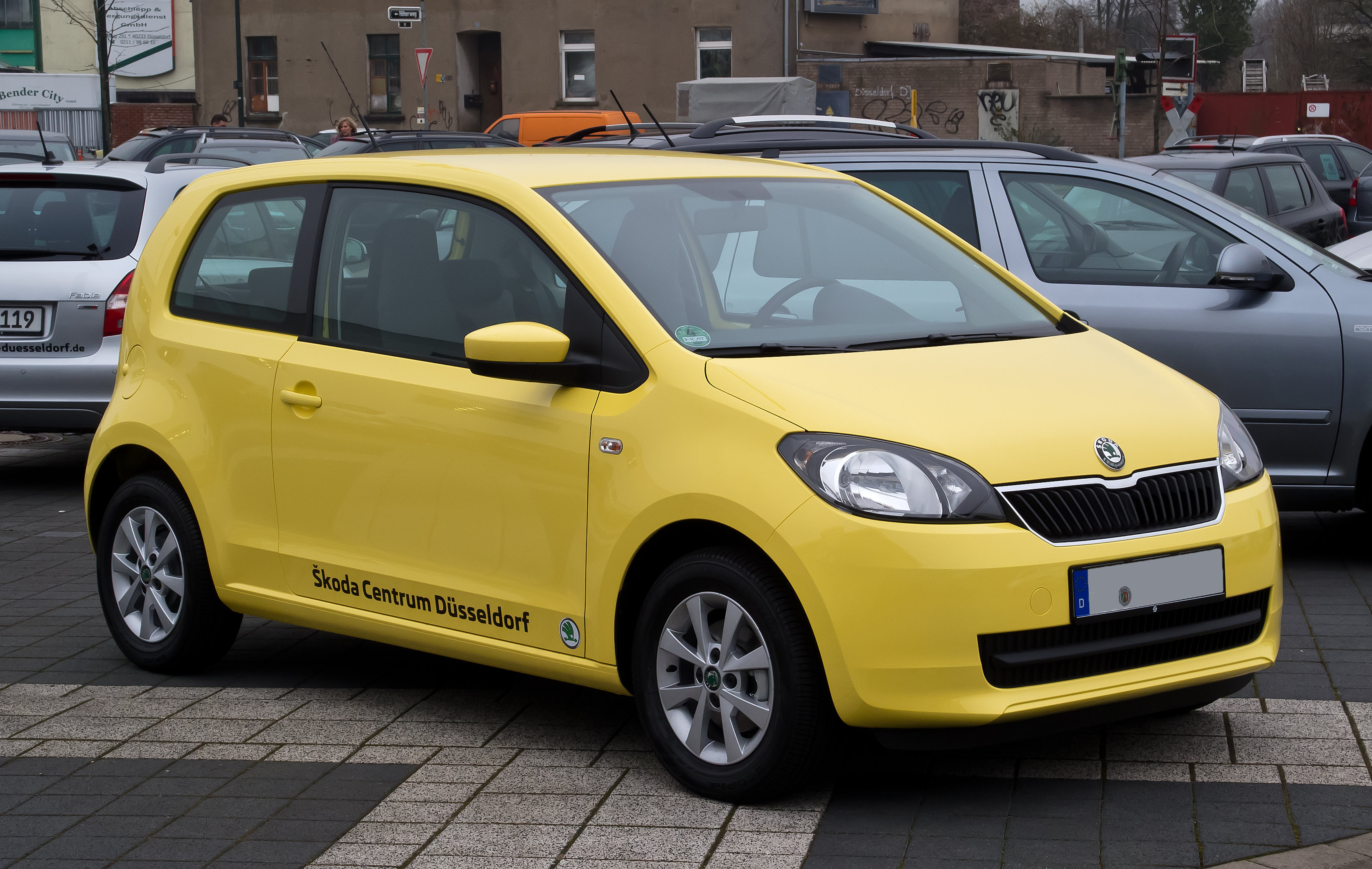
اشکودا سیتیگو (۲۰۱۱–تاکنون)
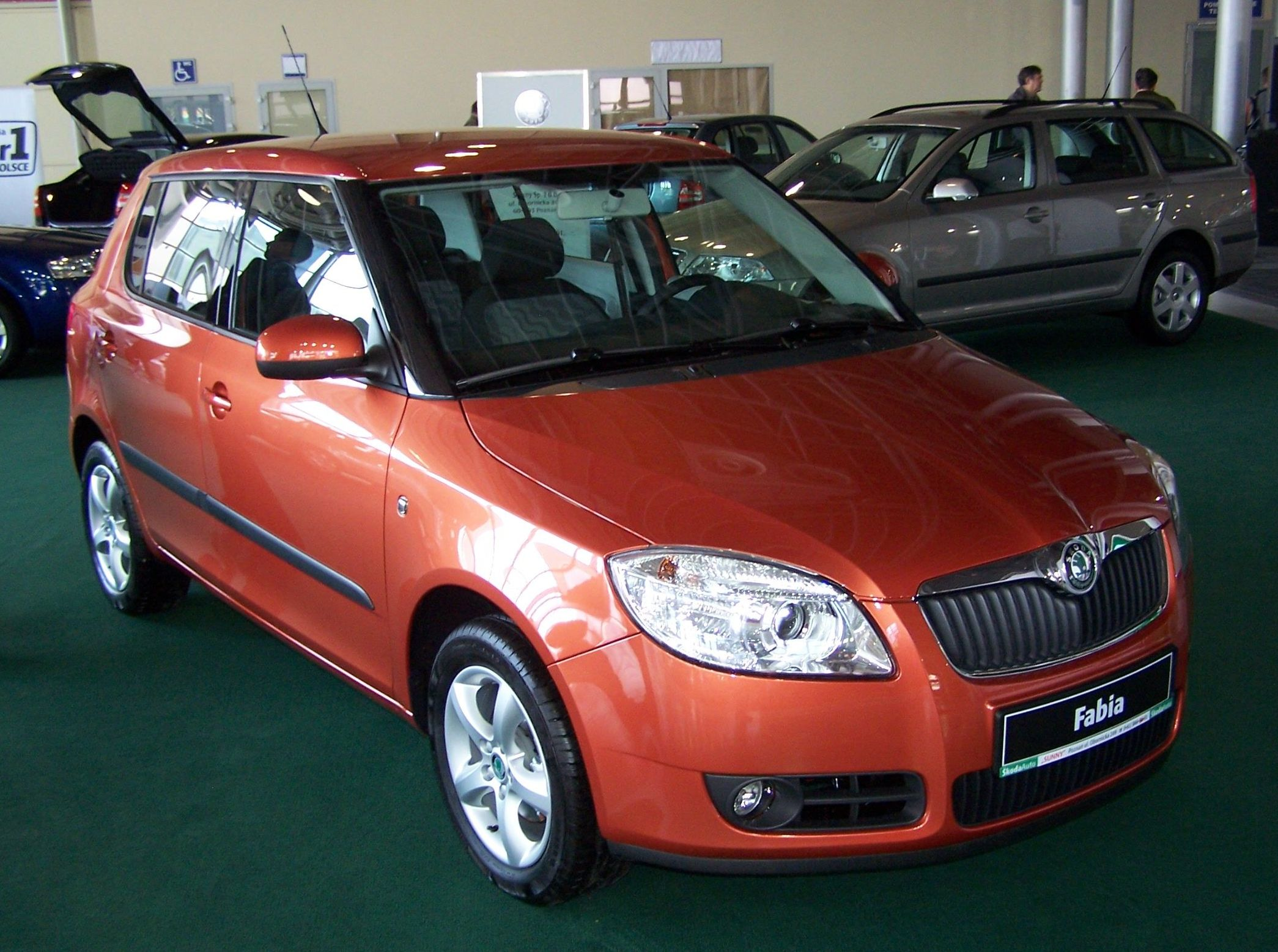
اشکودا رپید (۲۰۱۱–تاکنون; هند)
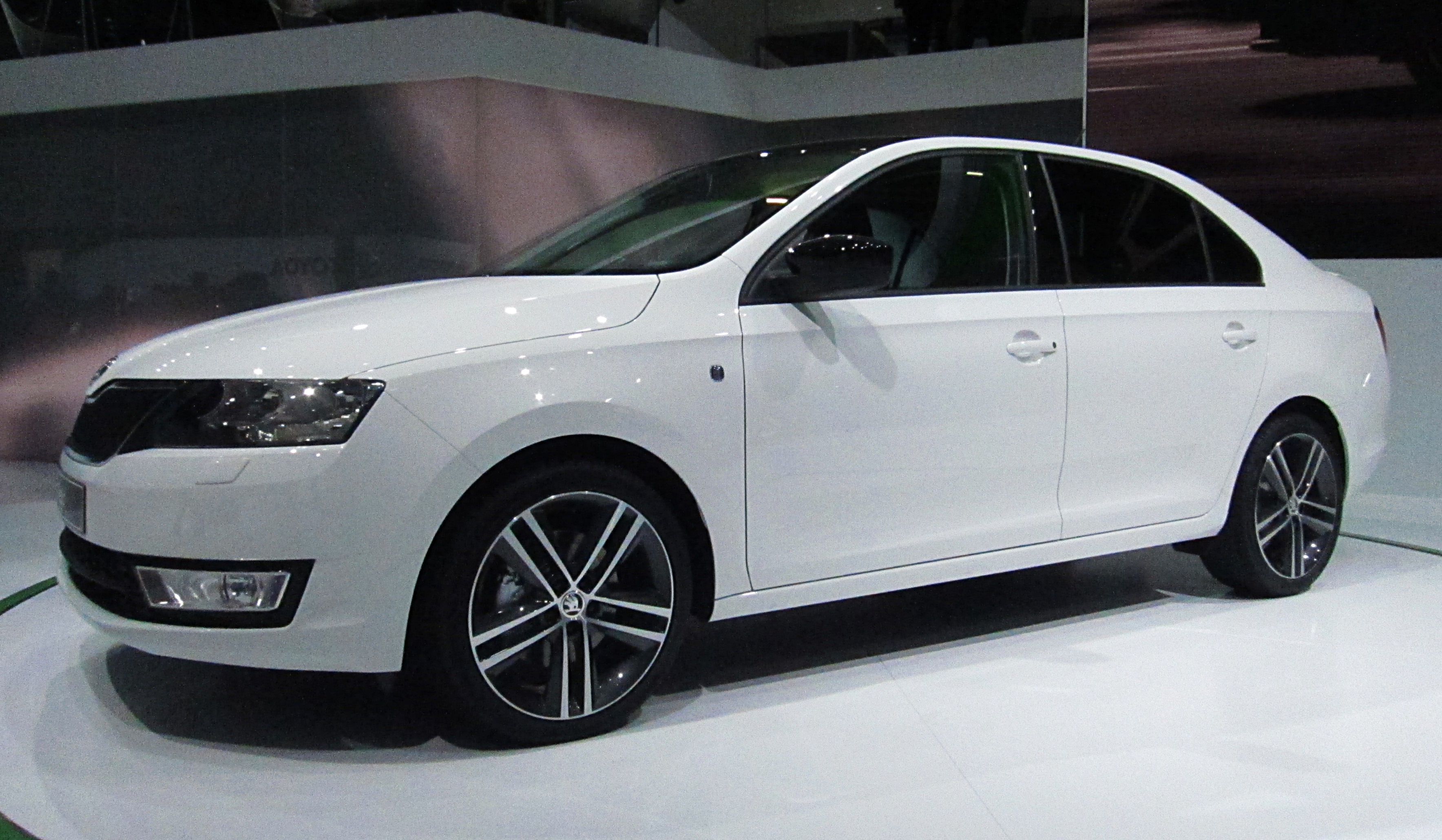
اشکودا رپید ۲۰۱۲ (۲۰۱۲–تاکنون)
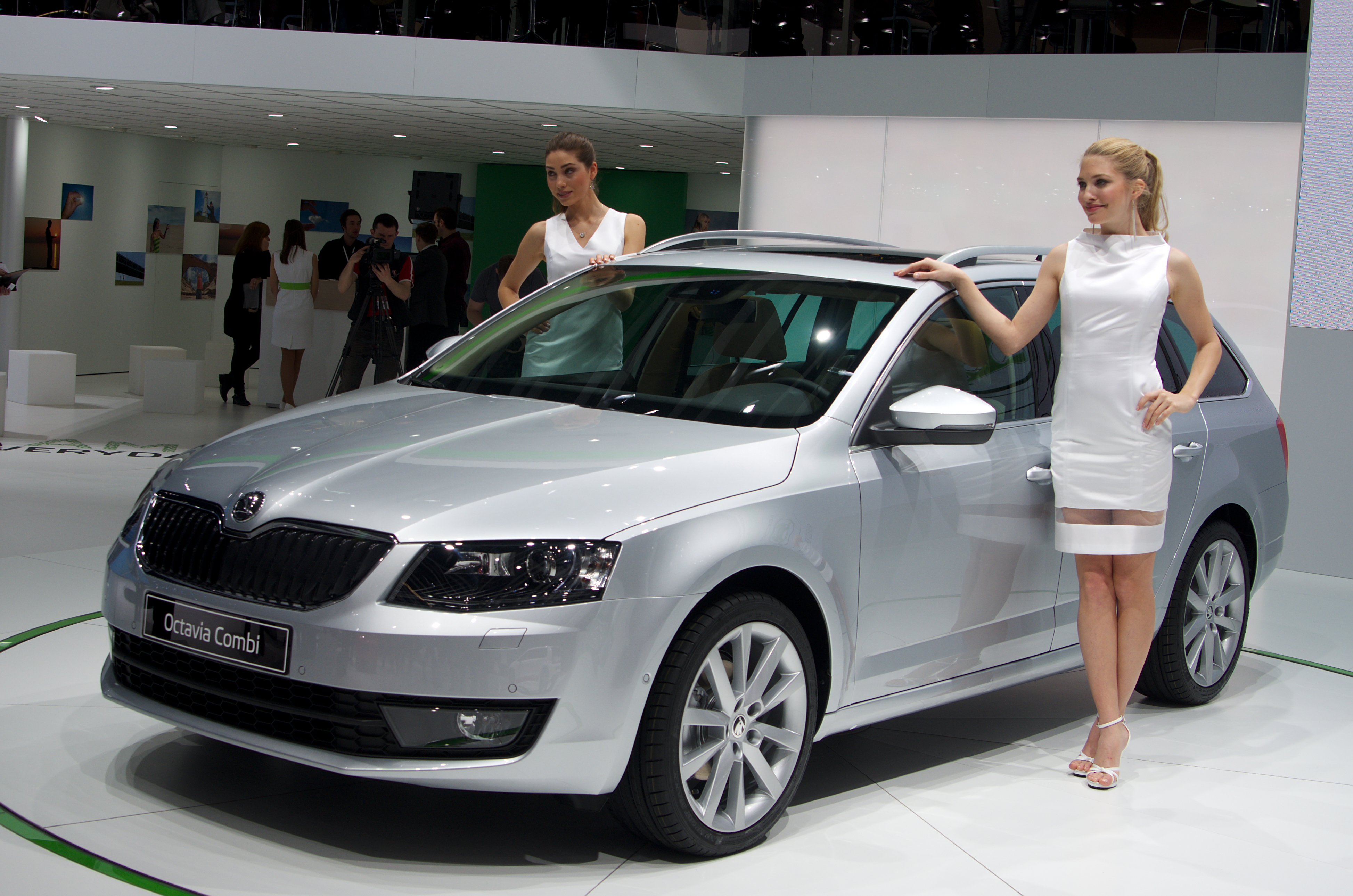
اشکودا اکتاویا III (۲۰۱۳–تاکنون)
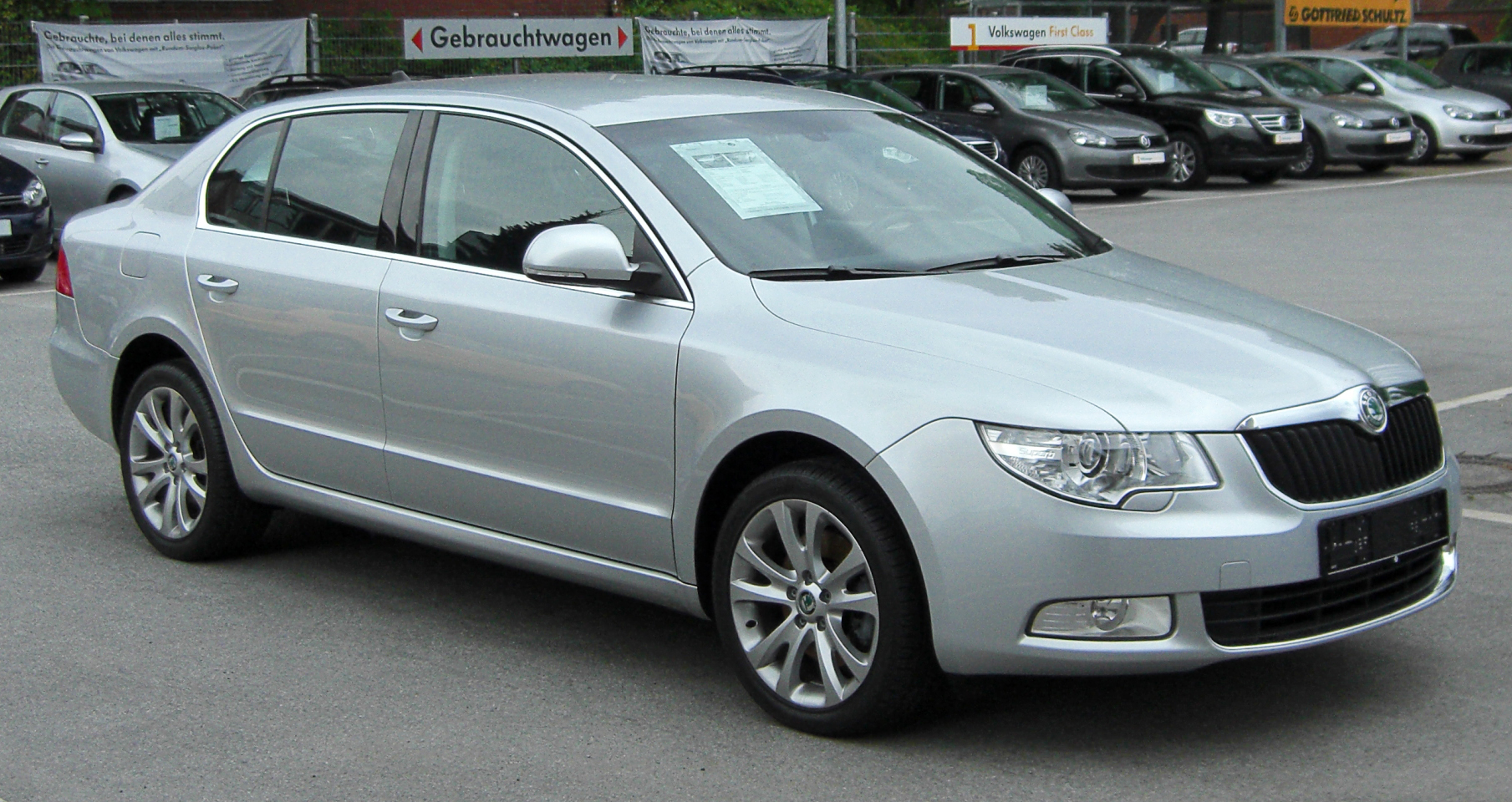
اشکودا سوپرب II (۲۰۰۸–تاکنون)
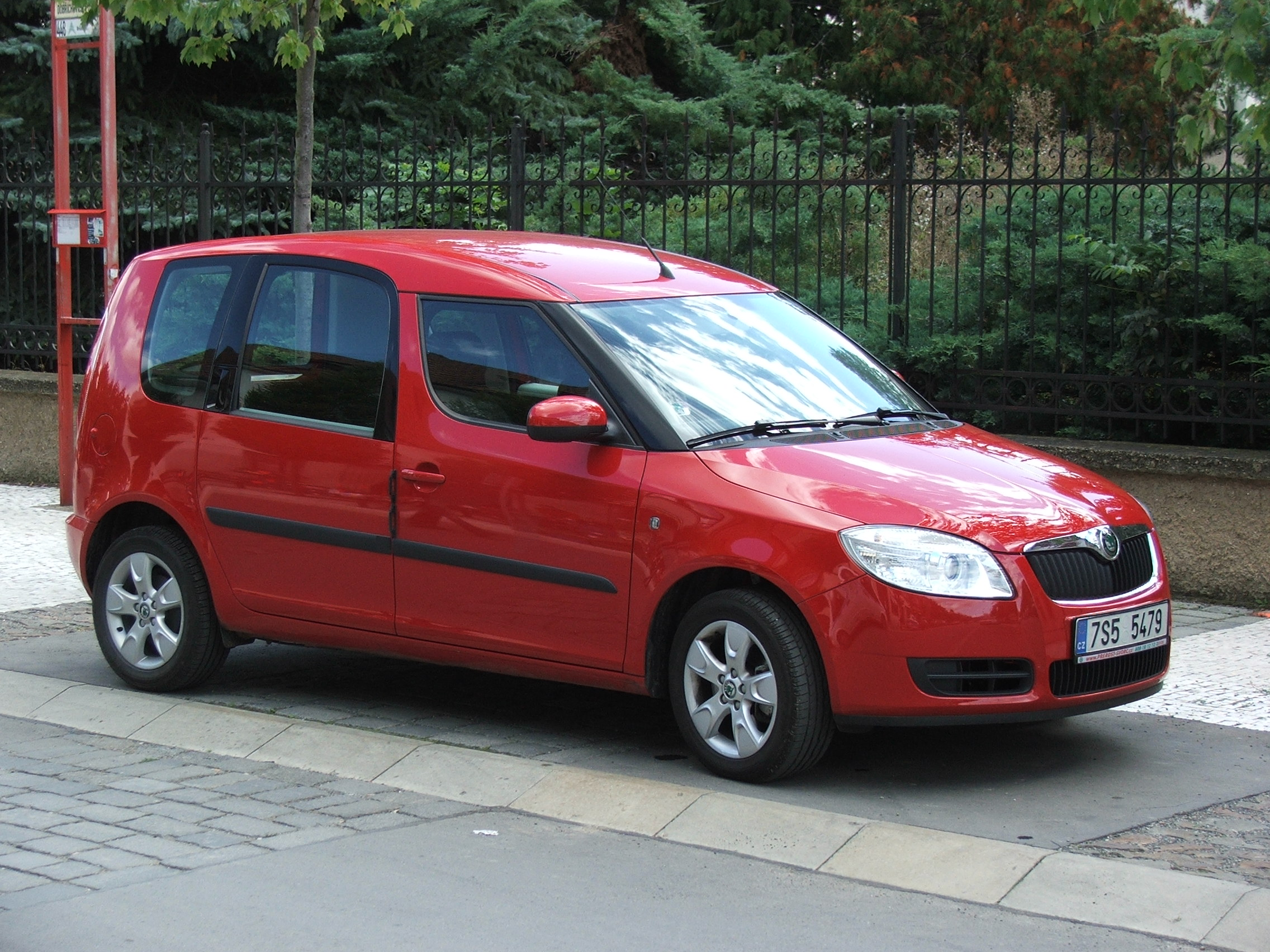
اشکودا رومستر (۲۰۰۶–تاکنون)
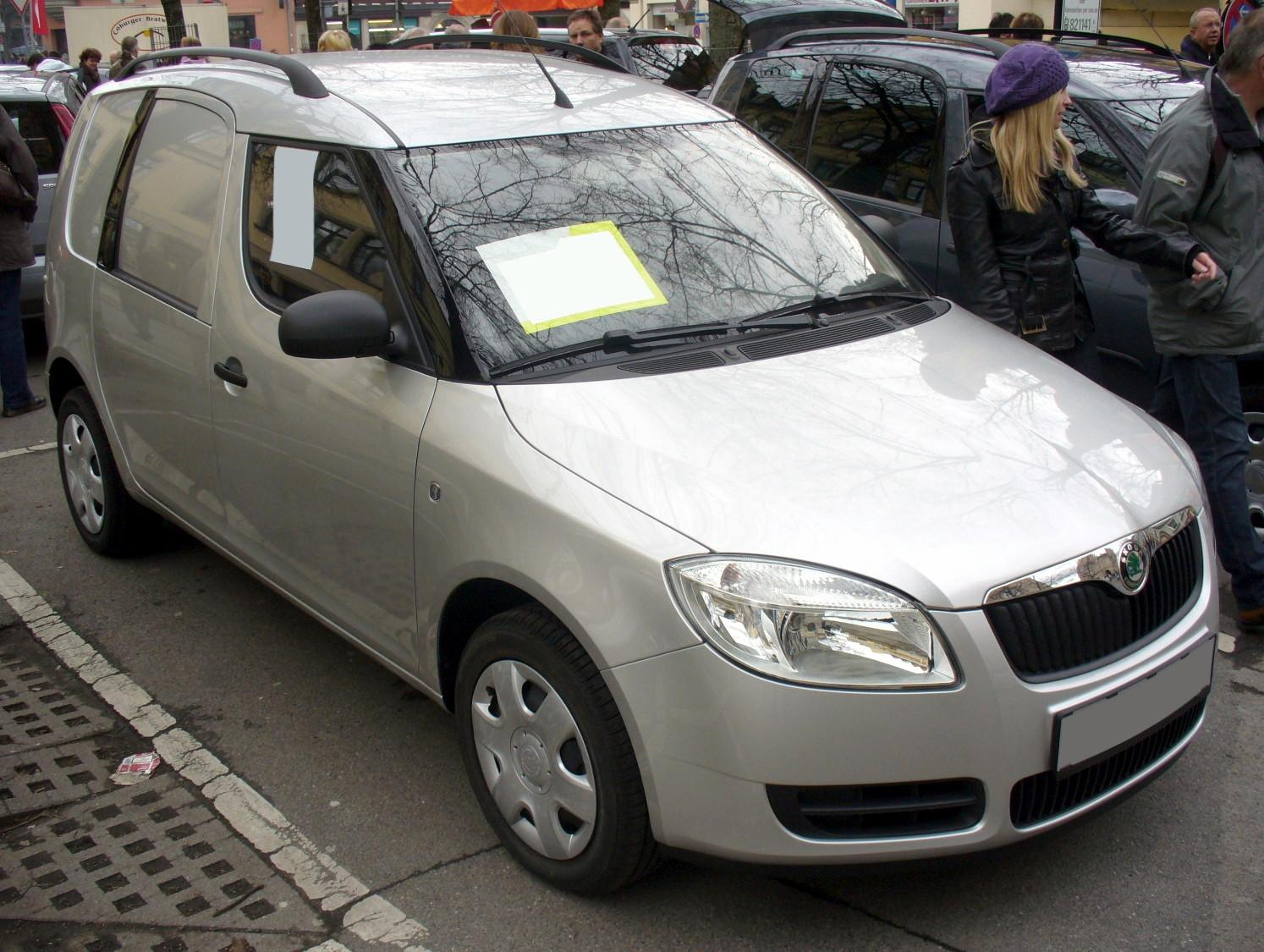
اشکودا پراکتیک (۲۰۰۶–تاکنون)
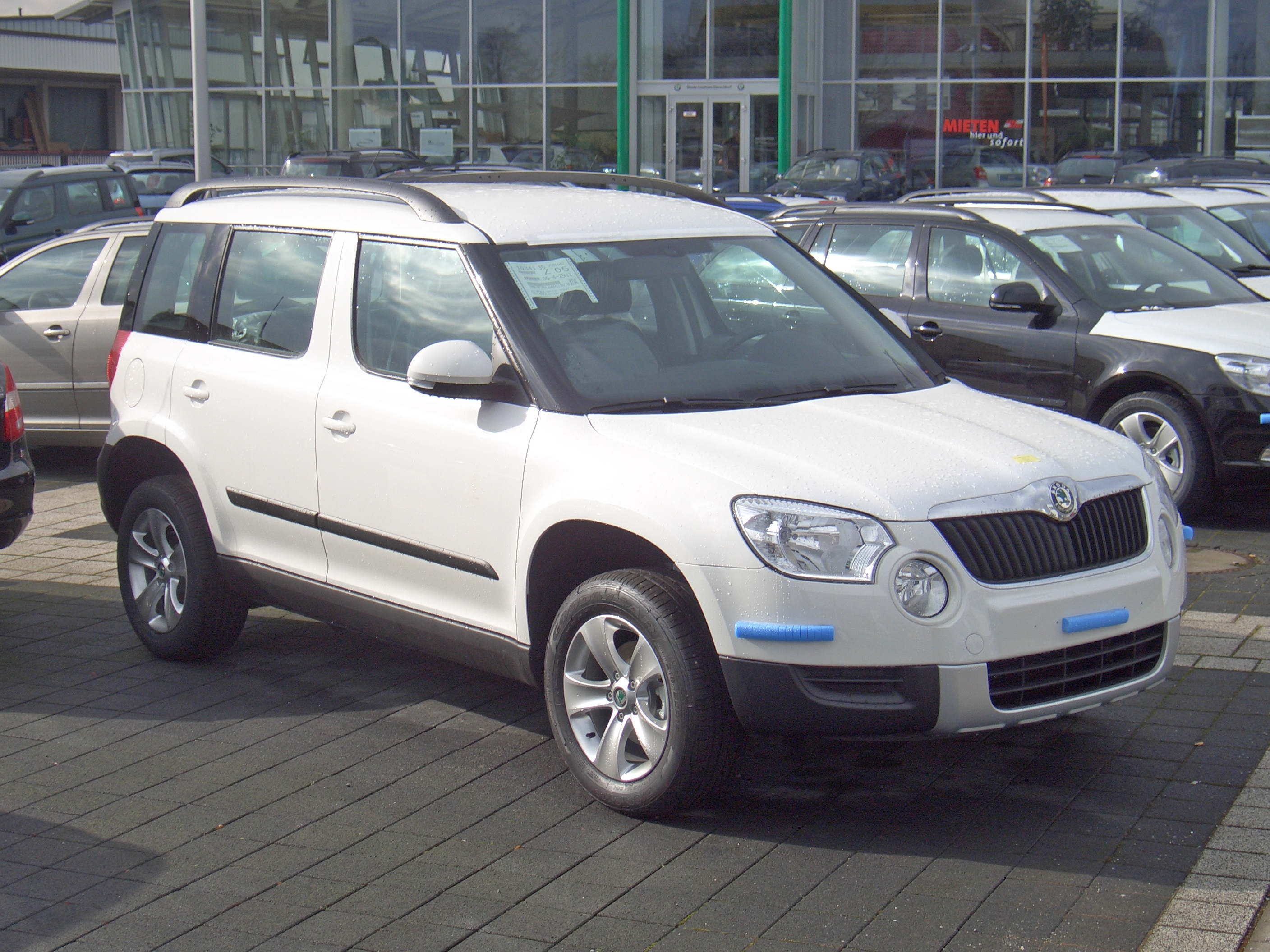
اشکودا یتی (۲۰۰۹–تاکنون)

## تولیدات شرکت از آغاز
- ۱۹۲۸ – اشکودا ۴ آر
- ۱۹۲۹ – اشکودا ۶ R, 430, 430 D, ۶۴۵، ۸۶۰، ۱۵۴، ۱۰۴، ۱۰۴/II, 304, 304 N, 304 ND, 306, 306 N, 306 ND, 306 K, 306 NK, 504, 506, 506 N, 506 ND
- ۱۹۳۰ – اشکودا ۴۲۲، ۲۰۶، ۲۰۶ D, 206 DN, 404 D, 404 DN, 404 DND, 404, 404 N, 404 Nd, 606 D, 606 DN, 606 DND
- ۱۹۳۱ – اشکودا ۶۳۳
- ۱۹۳۲ – اشکودا ۶۳۷، ۶۳۷ D, 637 K, ۶۵۰، ۹۳۲
- ۱۹۳۳ – اشکودا ۴۲۰ – Standard
- ۱۹۳۴ – اشکودا ۴۲۰ – Rapid, 418 – Popular, 420 – Popular, ۶۴۰ – سوپرب، ۴۰۶ D, 406 DN, 406 DND, 406, 406 N, 406 Nd, 656 D
- ۱۹۳۵ – اشکودا ۹۳۵، Popular Sport – Monte Carlo (typ 909), Rapid Six (910), Rapid (۹۰۱، ۹۱۴), ۲۵۴ D, 254 G, 806 D
- ۱۹۳۶ – اشکودا Favorit (904), Favorit 2000 OHV (۹۲۳)، سوپرب (۹۰۲، ۹۱۳), ۹۰۳
- ۱۹۳۷ – اشکودا Sagitta (911), Popular OHV (۹۱۲)
- ۱۹۳۸ – اشکودا Popular 1100 OHV (927), Rapid OHV (922, 939R)، سوپرب OHV (۹۲۴), ۵۳۲
- ۱۹۳۹ – اشکودا Popular ۹۹۵ (۹۳۷)، سوپرب ۴۰۰۰ (۹۱۹), ۱۰۰ (۹۴۲), ۱۵۰ (۹۴۳), ۲۵۶ B, 256 G, 536, 706, 706 N, 706 ND
- ۱۹۴۰ – اشکودا Popular ۱۱۰۱ (۹۳۸), ۹۰۳
- ۱۹۴۱ – اشکودا Rapid ۲۲۰۰ (۹۵۳)، سوپرب ۳۰۰۰ – KFZ ۱۵ (۹۵۲)
- ۱۹۴۲ – اشکودا RSO – Radschlepper OST (Porsche ۱۷۵)
- ۱۹۴۶ – اشکودا ۷۰۶ R, 706 RO, Tudor ۱۱۰۱ (۹۳۸)
- ۱۹۴۸ – اشکودا VOS، اشکودا VOS-L
- ۱۹۴۹ – اشکودا Sport (۹۶۶)
- ۱۹۵۰ – اشکودا Supersport (966), Tudor ۱۱۰۲
- ۱۹۵۱ – اشکودا MOŽ-۲ (۹۷۲), Tatra 600 (Tatraplan)
- ۱۹۵۲ – Tatra ۸۰۵، اشکودا ۹۷۳، ۱۲۰۰ (۹۵۵), ۱۲۰۱ (۹۸۰)
- ۱۹۵۵ – اشکودا ۴۴۰ (۹۷۰), ۴۴۵ (۹۸۳)
- ۱۹۵۷ – اشکودا ۴۵۰ (۹۸۴), ۱۱۰۱ OHC (۹۶۸)
- ۱۹۵۹ – اشکودا اکتاویا (۹۸۵، ۷۰۲)، اکتاویا Super (993, 703), Felicia(۹۹۴)
- ۱۹۶۰ – اشکودا اکتاویا TS(۹۹۵)
- ۱۹۶۱ – اشکودا اکتاویا ۱۲۰۰ TS(۹۹۹)، اشکودا اکتاویا Combi (993 C, 703 C, ۷۰۴), ۱۲۰۲ (۹۸۱)
- ۱۹۶۳ – اشکودا Felicia Super(۹۹۶),
- ۱۹۶۴ – اشکودا F3, 1000 MB (۹۹۰، ۷۲۱), ۱۰۰۰ MB de Luxe (۹۹۰، ۷۲۱)
- ۱۹۶۶ – اشکودا ۱۰۰۰ MBG de Luxe (۷۱۰), ۱۰۰۰ MBX de Luxe (990 T)
- ۱۹۶۷ – اشکودا ۷۲۰، اشکودا ۱۱۰۰ MB de Luxe (۷۱۵), ۱۱۰۰ MBX de Luxe (723 T)
- ۱۹۶۸ – اشکودا ۱۲۰۳ (۹۹۷، ۷۷۶)
- ۱۹۶۹ – اشکودا ۱۰۰، ۱۰۰ L (۷۲۲), ۱۱۰ L (۷۱۷), ۱۱۰ LS (۷۱۹)
- ۱۹۷۰ – اشکودا ۱۱۰ R (718-K)
- ۱۹۷۱ – اشکودا ۱۲۰ S, 120 S Rallye (۷۲۸)
- ۱۹۷۵ – اشکودا ۱۳۰ RS (۷۳۵)
- ۱۹۷۶ – اشکودا ۷۴۲ ۱۰۵ S, 105 L, 105 GL, 105 SP, 120, 120 L, 120 LE, 120 LS, 120 GLS, 120 LX
- ۱۹۸۱ – اشکودا Garde (743), Rapid (743), Rapid ۱۳۰ (۷۴۷), ۱۳۵ Rapid (۷۴۷), ۱۳۶ Rapid (۷۴۷)
- ۱۹۸۴ – اشکودا (۷۴۲) ۱۰۵S, 105L, 105GL, 120L, 120LS, 120GLS, 120LX, 130 LR, 130 L, 130 GL, 135 L, 136 L, 135 GL, 136 GL (۷۴۵), ۱۲۰، ۱۳۰ L, 130 GL, 135 L, 136 L, 135 GL, 136 GL
- ۱۹۸۸ – اشکودا Favorit (136 L, 136 LS, 135 L/LX/LE, 135 LS/GLX)
- ۱۹۹۱ – اشکودا Forman (136 L, 136 LS, 135 L/LX, 135 LS/GLX), Pick-up, Praktik, Van Plus (135 L/LX, 135 LS/GLX